# Copălău
Copălău è un comune della Romania di 4 253 abitanti, ubicato nel distretto di Botoșani, nella regione storica della Moldavia.
Il comune è formato dall'unione di tre villaggi: Cerbu, Copălău, Cotu.
Nel 2004 si sono staccati da Copălău i villaggi di Buda, Coșula, Pădureni e Șupitca, andati a formare il comune di Coșula.